# Xosé Antonio Touriñán
Xosé Antonio Touriñán Rodríguez, nascut el 16 de març de 1980, a Castelo, Culleredo, és un actor, humorista i presentador de televisió gallec.

## Trajectòria
Després de formar-se al teatre escolar de Tarrío i a l'Institut Crucero Baleares (Culleredo), a principis de l'any 2000 va crear amb Marcos Pereiro el duet còmic Os 2 de Sempre, una proposta que va assolir la fama amb l'espectacle Cantareiras de Ardebullo, en el qual Touriñán interpretava Mucha. El 2012 va dirigir i presentar Tourilandia.
L'any 2007 s'obre a Carral la Sala The Star, un recinte d'espectacles i concerts, juntament amb Marcos Pereiro, que va romandre activa fins al 2012.
L'any 2009 va fundar, també amb Marcos Pereiro com a soci, la seva pròpia productora, Airapro Producións, una petita empresa amb seu a Carral i Betanzos, que treballa en el sector audiovisual i la representació artística, gestionant grups musicals i humoristes com Heredeiros da Crus, Pepo Suevos i Cantareiras de Ardebullo. Llicenciat en Filologia Gallega i pare de dos fills, Touriñán ha participat en altres programes, sèries i pel·lícules, com ara Padre Casares, Botarse ao monte, Era visto!, Land Rober, Os fenómenos o als premis Mestre Mateo, dels quals va ser presentador durant dos anys consecutius.
El 2018 va treballar a la sèrie Antena 3 Fariña, basada en el llibre homònim de Nacho Carretero, i on va interpretar un dels fills del traficant Manuel Charlín. Des del 2021, presenta juntament amb Marta Hazas per a TVE el programa de viatges Rutas bizarras, emès a La 2.

## Filmografia com a actor

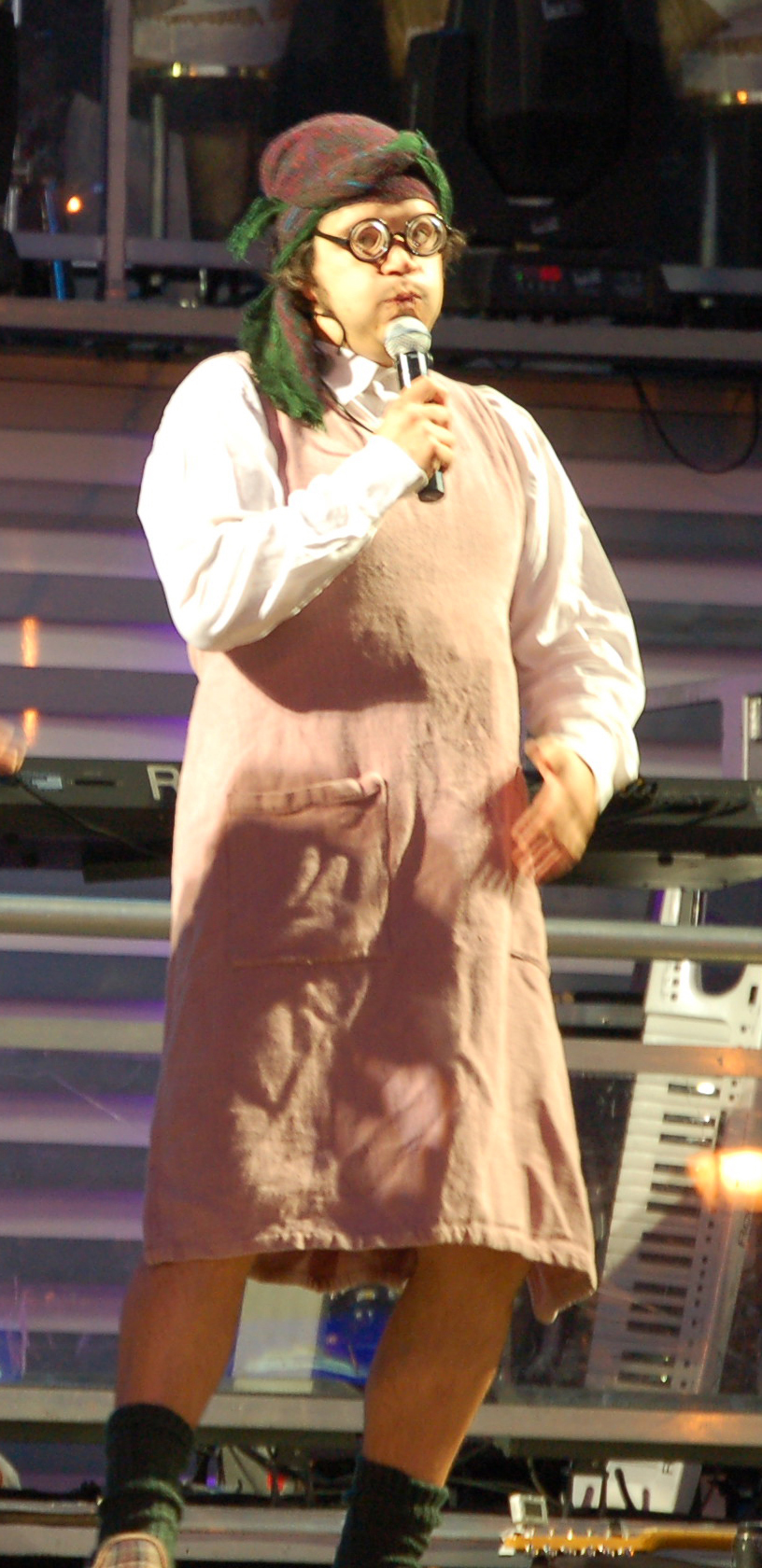
Xosé Antonio Touriñán a Mucha e Nucha, a Cantareiras de Ardebullo, a les festes del Carme de Marín

- Supermartes (2005), programa de televisió.
- Marta (2006), curtmetratge de Juan de Oliveira Rubinos.
- Días azules (2006), llargmetratge de Miguel Santesmanes, interpretant a Pincha La Palma.
- En pé de festa (2006), programa de televisió, interpretant a Mucha i altres personatges.
- Efectos secundarios (2007), sèrie de televisió, interpretant a Emilio.
- Luar (2008–2011, 2013), programa de televisió, interpretant a Mucha i altres personatges.
- Air Galicia (2009), programa de televisió, interpretant a diversos personatges.
- Padre Casares (2008–), sèrie de televisió, interpretant a Rodolfo.
- Land Rober (2009–2011), programa de televisió, interpretant a Ricardo i altres personatges.
- Era visto! (2011–2014), sèrie de televisió, interpretant ao taberneiro Puskas.
- Un soño de Nadal (2011), programa especial televisió, interpretant a Mucha i altres personatges.
- A Casa da Conexa (2012–2014), programa de televisió, interpretant a Mucha i altres personatges.
- Un conto de Nadal por Mucha e Nucha (2013), programa especial televisió, interpretant a Mucha i altres personatges.
- Os fenómenos (2014), llargmetratge de Alfonso Zarauza, interpretant a Curtis.
- Land Róber Tunai Show (2015–) programa de televisió cómico, copresentador e actor interpretant varios personaxes.
- Buscando Ardebullo (2016).
- Vidago Palace (2017), sèrie de televisió, interpretant ao Padre Raimundo.
- Fariña (2018), sèrie de televisió d'Antena 3, interpretant a Paquito Charlín.
- Justo antes de Cristo (2018), sèrie de televisió de Movistar+, interpretant o escravo Agorastocles.
- Somos criminais (2018), amb Carlos Blanco.
- Pequeñas coincidencias (2018-2020), sèrie de televisió de Amazon, interpretant a Rafa.
- Unha noite na praia (2019), peça de teatre escrita i dirigida por Javier Veiga.
- El desorden que dejas (2020), sèrie de televisió de Netflix, interpretant a Acevedo.
- Cuñados (2021), llargmetratge de Toño López, interpretant a Sabonis.
- El club del paro (2021), llargmetratge de David Marqués.

### Com a presentador de televisió
- Perdelo todo (2006), programa de televisió.
- Botarse ao monte (2009), programa de televisió.
- Gala dos 8a edició dels Premis Mestre Mateo, programa especial de televisió. Presentador i guionista.
- Gala dos 9a edició dels Premis Mestre Mateo, programa especial de televisió. Presentador i guionista.
- Tourilandia (codirector amb Xosé Arias, 2012-2013).[4]
- Rutas bizarras (2021, amb Marta Hazas).

## Nominacions i premis

### Premis Mestre Mateo
| Any  | Categoria              | Títol                   | Resultat |
| ---- | ---------------------- | ----------------------- | -------- |
| 2009 | Millor comunicador     | Botarse ao monte        | Nominat  |
| 2011 | Millor comunicador     | Un soño de Nadal        | Nominat  |
| 2012 | Millor comunicador     | Tourilandia             | Nominat  |
| 2013 | Millor comunicador     | A casa da conexa        | Nominat  |
| 2014 | Millor actor secundari | Os fenómenos            | Nominat  |
| 2014 | Millor comunicador     | A casa da conexa        | Nominat  |
| 2018 | Millor actor           | Land Rober - Tunai Show | Nominat  |
| 2021 | Millor actor           | Cuñados                 | Nominat  |